# Pettorano sul Gizio

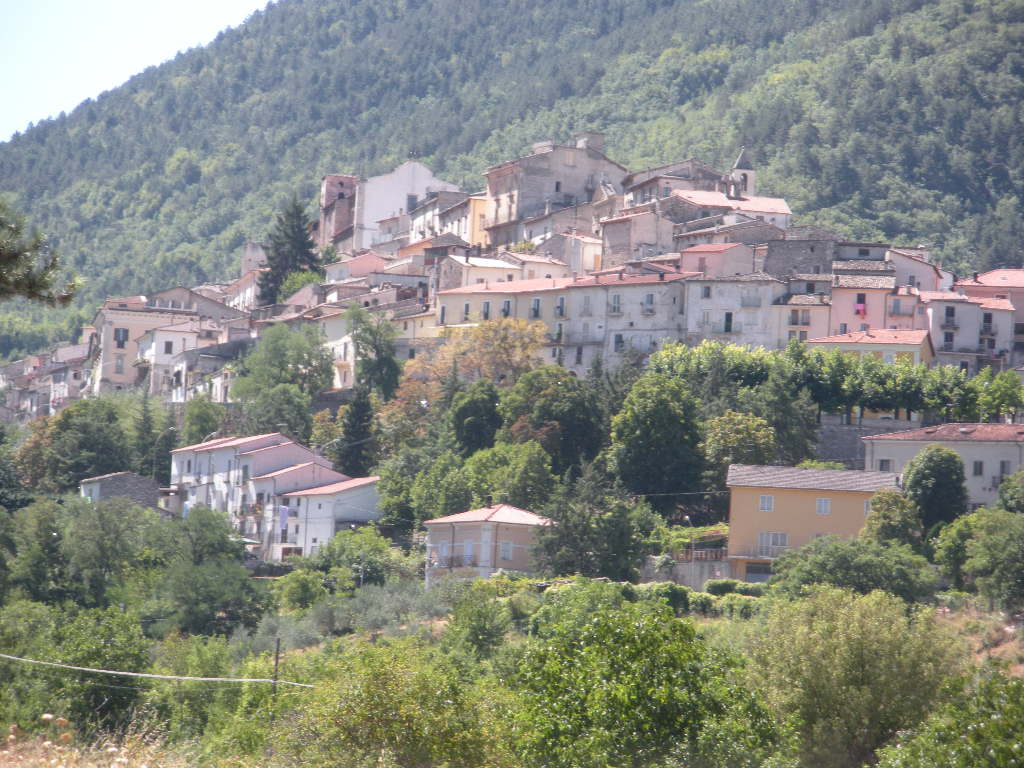
Pettorano sul Gizio

Pettorano sul Gizio is een gemeente in de Italiaanse provincie L'Aquila (regio Abruzzen) en telt 1287 inwoners (31-12-2004). De oppervlakte bedraagt 62,4 km², de bevolkingsdichtheid is 20 inwoners per km².
De volgende frazioni maken deel uit van de gemeente: Le Casette.

## Demografie
Pettorano sul Gizio telt ongeveer 532 huishoudens. Het aantal inwoners daalde in de periode 1991-2001 met 2,9% volgens cijfers uit de tienjaarlijkse volkstellingen van ISTAT.
| Jaar | Inwoneraantal |
| ---- | ------------- |
| 1991 | 1293          |
| 2001 | 1255          |

## Geografie
De gemeente ligt op ongeveer 650 m boven zeeniveau.
Pettorano sul Gizio grenst aan de volgende gemeenten: Cansano, Introdacqua, Pescocostanzo, Rocca Pia, Scanno, Sulmona.